# یواس‌اس بیسبی (پی‌اف-۴۶)
یواس‌اس بیسبی (پی‌اف-۴۶) (به انگلیسی: USS Bisbee (PF-46)) یک کشتی بود که طول آن ۳۰۳ فوت ۱۱ اینچ (۹۲٫۶۳ متر) بود. این کشتی در سال ۱۹۴۳ ساخته شد.